# Curveulima beneitoi
Curveulima beneitoi is een slakkensoort uit de familie van de Eulimidae. De wetenschappelijke naam van de soort is voor het eerst geldig gepubliceerd in 2006 door Peñas & Rolán.